# Alexy Bosetti
Pour les articles homonymes, voir Bosetti.
Alexy Bosetti, né le 23 avril 1993 à Nice, est un footballeur français évoluant au poste d'avant-centre.

## Biographie

### Enfance et formation
Alexy Bosetti naît en 1993 dans une famille niçoise aux origines italiennes. Il est l'arrière-petit-neveu du compositeur Henri Betti et de l’artiste lyrique Freda Betti.
Originaire du Vieux-Nice et membre de la Brigade Sud depuis ses plus jeunes années, il découvre le football à l'OGC Nice au poste d'attaquant. Il rallie ensuite la JSO de Villefranche-sur-Mer, le Cavigal Nice Sports avant de réintégrer le club phare niçois, l’OGC Nice. Issu du centre de formation de l'OGC Nice, Alexy Bosetti remporte la Coupe Gambardella en avril 2012, marquant le deuxième but de son équipe face à l'AS Saint-Étienne, à l'issue d'une saison où il inscrit une dizaine de buts.

### Carrière professionnelle

#### Débuts à Nice (2012-2015)
Alexy Bosetti fait ses débuts professionnels le 20 mai 2012 dans un match de championnat contre l’Olympique lyonnais où il entre en jeu à 86e minute. Il marque son premier but professionnel le 28 novembre 2012 contre le Montpellier Hérault SC, en quart de finale de la Coupe de la Ligue. En avril 2013, au Stadium de Toulouse, il récolte le premier carton rouge de sa carrière après un tacle des deux pieds décollés qui aurait pu s'avérer dangereux pour le Toulousain Cheikh M'Bengue si celui-ci ne l'avait pas évité. En septembre 2013, le natif de Nice inscrit un but à l'Allianz Riviera lors de la rencontre inaugurale contre Valenciennes. Son but face à Bordeaux en août 2014 lui vaut d'être nommé pour le trophée UNFP du but de l'année.
Au total, il a joué 75 matches en Ligue 1 et marqué dix buts. En 2022, le magazine So Foot le classe dans le top 1000 des meilleurs joueurs du championnat de France, à la 994e place.

#### Prêts à Tours et Sarpsborg (2015-2016)
Cantonné à un rôle de joker à Nice, il rejoint le Tours FC, alors coaché par Marco Simone, en prêt pour une saison. Il débute les six premières rencontres de la saison en tant que titulaire avant d'être envoyé en tribunes pour la 7e journée. Le 21 août 2015, il inscrit son seul but en championnat contre l'AJ Auxerre et délivre également une passe décisive pour Saîf-Eddine Khaoui (4e journée, victoire 3-1). À partir d'octobre, ses apparitions sous le maillot tourangeau se font alors plus rares, six sur les trois derniers mois de l'année, pour un but marqué, face à Saumur en Coupe de France.
Renseigné par son coéquipier Quentin Westberg, il fait ses bagages fin janvier 2016 pour rejoindre le Sarpsborg 08 FF en Norvège, de nouveau en prêt. Début avril, il fait part de ses difficultés d'adaptation, notamment liées à la barrière de la langue. Le 26 avril 2016, le club norvégien annonce la fin de leur collaboration avec l'attaquant français.

#### Retour à Nice (2016-2017)
Après une année de prêts peu fructueux avec moins de vingt apparitions et seulement trois buts tous clubs et toutes compétitions confondus, Alexy Bosetti espère rebondir à Nice. Malgré sa volonté affirmer de vouloir continuer avec le club, il n'entre pas dans les plans du nouvel entraîneur Lucien Favre. Il se fixe alors pour objectif d'aider l'équipe réserve de l'OGC Nice à se maintenir en National 2. Le maintien acquis, Bosetti quitte libre son club formateur à la fin de son contrat à l'été 2017.

#### Stade lavallois et aventure américaine (2017-2020)
Il signe au Stade lavallois le 22 août 2017, et dispute son premier match à Dunkerque. Auteur d'une belle saison avec onze buts marqués, il prolonge son contrat à l'été 2018, après une période de réflexion. En janvier 2019 il résilie son contrat pour rejoindre les États-Unis, un pays qui l'attire depuis toujours. Il regagne la France en 2020 à la suite de la pandémie de Covid-19, et signe au Puy en National 2.

#### FC Annecy (2021-2024)
Le 28 juin 2021, Bosetti s'engage en faveur du FC Annecy, pensionnaire de National. Apprécié des supporters annéciens, le buteur est en concurrence avec l'autre avant-centre du FCA, Romain Spano. L'ancien niçois contribue à la très bonne saison du FC Annecy en étant décisif notamment lors du derby contre Bourg-en-Bresse (doublé) ou en inscrivant un triplé contre le FC Sète, permettant au club haut-savoyard d'être assuré dès la 32e journée de terminer au moins sur le podium. C'est également lui qui inscrit les deux buts d'Annecy lors de l'ultime journée face au CS Sedan Ardennes, permettant ainsi aux Savoyards d'atteindre la Ligue 2 BKT.

#### SSD Imperia 1923 (depuis 2024)
En septembre 2024 il s'engage avec le SSD Imperia 1923, un club de quatrième division italienne. Il s'y signale dès son deuxième match en marquant un but depuis le milieu du terrain.

### Parcours international
En mai 2012, peu après sa victoire en Coupe Gambardella et ses débuts en Ligue 1 avec Nice, il est appelé en équipe de France U19. Avec les Bleuets emmenés par Samuel Umtiti et Paul Pogba, il est demi-finaliste de l'Euro U19 en juillet 2012. Le 13 juillet 2013, quinze ans et un jour après la victoire des Bleus à la Coupe du monde 1998, il remporte avec l'équipe de France U20 la Coupe du monde U20, en battant l'Uruguay en finale à Istanbul.
En juin 2017, lors d'un match amical d'hommage aux victimes de l’attentat du 14 juillet 2016, il porte le maillot de la Selecioun, l’équipe du Comté de Nice, dont il est le capitaine ce jour-là.

### Le joueur-supporter

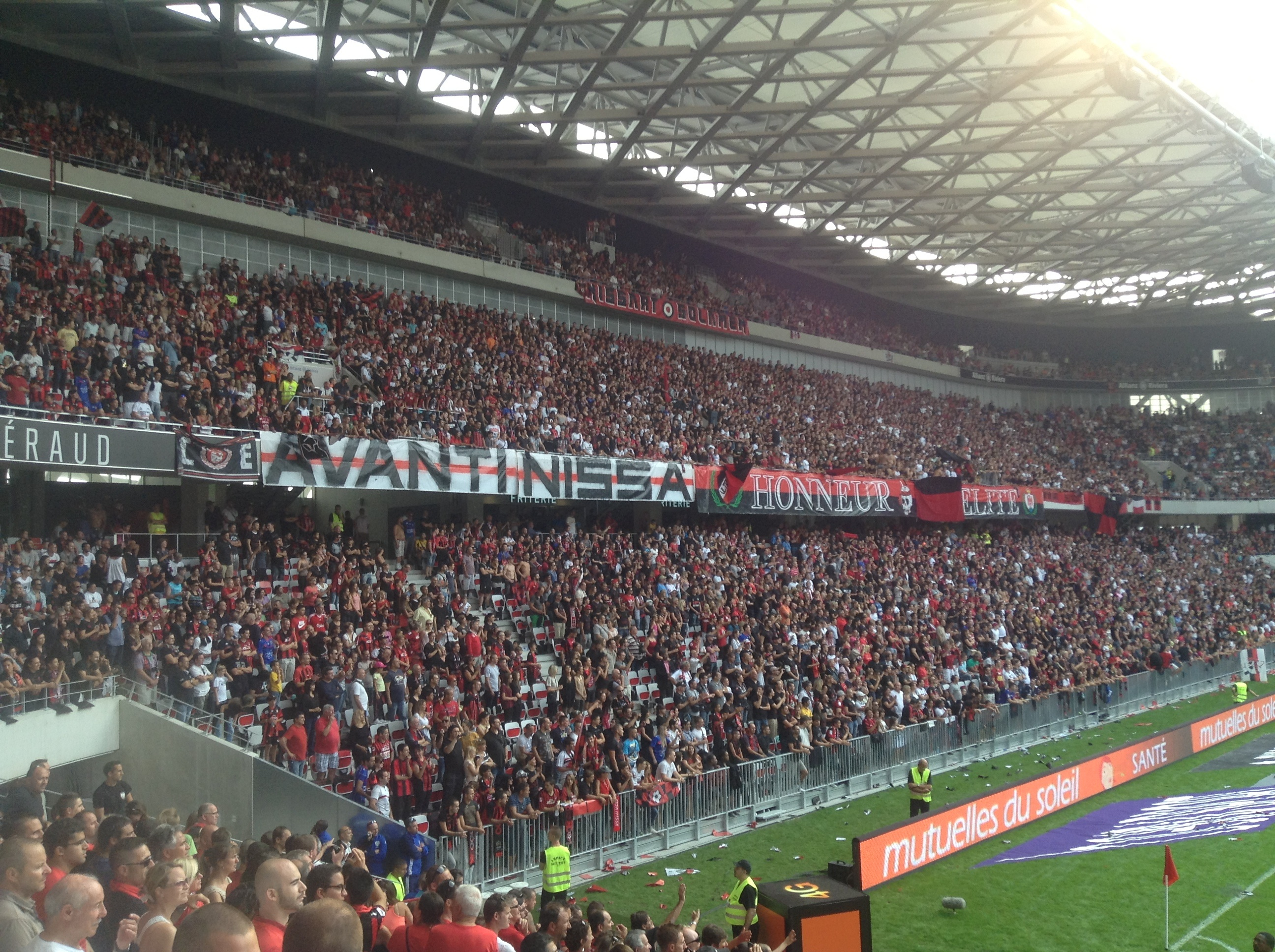
La tribune Populaire Sud de l'Allianz Riviera.

Fervent supporter de l'OGC Nice, Alexy Bosetti était, avant de devenir joueur, membre du groupe ultra Brigade Sud Nice 1985 (désormais Ultras Populaire Sud). L'attaquant niçois a répété ne pouvoir jouer pour aucun autre club en France. Très attaché à sa ville natale et féru de tatouage, il porte de nombreux tatouages liés à la ville : un tatouage de l'ancien maire de Nice Jacques Médecin, un de l'auteur du « Casse du Siècle » Albert Spaggiari, mais aussi un aigle (symbole de la ville) accompagné de la phrase « Mentalita Nissarda » (mentalité niçoise en Niçois), entre autres.
À l'été 2013, il crée la polémique en soulevant la Coupe du monde des moins de 20 ans, gagnée avec la France, habillé d'un drapeau de la Brigade sud Nice[réf. nécessaire]. Toujours proche des Ultras de la Populaire Sud et régulièrement présent lors des animations organisées par le groupe, il n'hésite pas à lancer, en fin de match, des chants avec la tribune.
S'il a pour habitude d'exhiber son tatouage de la Brigade sud Nice pour célébrer chacun de ses buts, ce geste se voit sanctionné après son match du 21 janvier 2014. Buteur une fois au Vélodrome en Coupe de France (victoire des Aiglons, 4-5), il écope après coup, d'un match de suspension,. Blessé pour la fin de saison 2013-2014, Alexy Bosetti décide, lors du derby face à Monaco, de supporter les siens depuis le parcage réservé aux visiteurs. En août 2014, après un but face aux Girondins de Bordeaux, il mime un lapin devant le parcage des Bordelais. Une référence à une mésaventure des Ultras bordelais dans le centre-ville de Nice datant d'octobre 2003.
Supporter inconditionnel de l'OGC Nice, Alexy Bosetti a aussi un attachement à l'Inter Milan, les ultras de la Curva Nord 69 entretenant eux aussi une amitié avec les ultras Niçois. Dès qu'il le peut, il va voir les matchs du club milanais aux côtés des membres de la Curva Nord au Stade San Siro.

## Statistiques
| Saison                | Club                   | Championnat           | Championnat | Championnat | Championnat | Coupe(s) nationale(s) | Coupe(s) nationale(s) | Coupe(s) nationale(s) | Compétition(s) continentale(s) | Compétition(s) continentale(s) | Compétition(s) continentale(s) | Compétition(s) continentale(s) | Total | Total | Total |
| Saison                | Club                   | Division              | M.          | B.          | P.d.        | M.                    | B.                    | P.d.                  | Comp.                          | M.                             | B.                             | P.d.                           | M.    | B.    | P.d.  |
| 2011-2012             | OGC Nice               | Ligue 1               | 1           | 0           | 0           | -                     | -                     | -                     | -                              | -                              | -                              | -                              | 1     | 0     | 0     |
| 2012-2013             | OGC Nice               | Ligue 1               | 27          | 0           | 3           | 3                     | 2                     | 0                     | -                              | -                              | -                              | -                              | 30    | 2     | 3     |
| 2013-2014             | OGC Nice               | Ligue 1               | 20          | 5           | 1           | 5                     | 1                     | 1                     | C3                             | 2                              | 0                              | 0                              | 27    | 6     | 2     |
| 2014-2015             | OGC Nice               | Ligue 1               | 27          | 5           | 1           | 2                     | 1                     | 0                     | -                              | -                              | -                              | -                              | 29    | 6     | 1     |
| 2015-2016             | Tours FC (prêt)        | Ligue 2               | 9           | 1           | 1           | 5                     | 1                     | 0                     | -                              | -                              | -                              | -                              | 14    | 2     | 1     |
| 2016                  | Sarpsborg 08 FF (prêt) | Tippeligaen           | 2           | 0           | 0           | 1                     | 1                     | 0                     | -                              | -                              | -                              | -                              | 3     | 1     | 0     |
| 2016-2017             | OGC Nice               | Ligue 1               | -           | -           | -           | 1                     | 0                     | 0                     | C3                             | 1                              | 1                              | 0                              | 2     | 1     | 0     |
| 2017-2018             | Stade lavallois        | National              | 14          | 2           | 1           | 2                     | 2                     | 0                     | -                              | -                              | -                              | -                              | 16    | 4     | 1     |
| 2019                  | Energy d'Oklahoma City | USL Championship      | 19          | 1           | 3           | 3                     | 1                     | 2                     | -                              | -                              | -                              | -                              | 22    | 2     | 5     |
| 2019                  | Locomotive d'El Paso   | USL Championship      | 9           | 1           | 0           | 0                     | 0                     | 0                     | -                              | -                              | -                              | -                              | 9     | 1     | 0     |
| 2020                  | Locomotive d'El Paso   | USL Championship      | 1           | 0           | 0           | -                     | -                     | -                     | -                              | -                              | -                              | -                              | 1     | 0     | 0     |
| 2020-2021             | Le Puy Foot 43         | National 2            | 6           | 6           | 1           | 4                     | 2                     | 1                     | -                              | -                              | -                              | -                              | 10    | 8     | 2     |
| 2021-2022             | FC Annecy              | National              | 29          | 11          | 4           | -                     | -                     | -                     | -                              | -                              | -                              | -                              | 29    | 11    | 4     |
| 2022-2023             | FC Annecy              | Ligue 2               | 36          | 5           | 1           | 5                     | 1                     | 0                     | -                              | -                              | -                              | -                              | 41    | 6     | 1     |
| 2023-2024             | FC Annecy              | Ligue 2               | 1           | 1           | 0           | 0                     | 0                     | 0                     | -                              | -                              | -                              | -                              | 1     | 1     | 0     |
| Total sur la carrière | Total sur la carrière  | Total sur la carrière | 202         | 38          | 16          | 31                    | 12                    | 4                     | -                              | 3                              | 1                              | 0                              | 236   | 51    | 20    |

## Palmarès

### En club
OGC Nice
- Coupe Gambardella :
  - Vainqueur : 2012

### En sélection
France -20 ans
- Coupe du monde des moins de 20 ans :
  - Vainqueur : 2013

## Vie personnelle
Le 10 janvier 2018, son premier enfant naît à Nice : Junn Bosetti. Il se marie à Mathilde Douliot le 30 novembre à Nice.